# 東レキャンペーンガール
東レキャンペーンガール（とうレキャンペーンガール）は、東レが1981年から2024年まで行っていたキャンペーンガール制度。

## 概要
山口智子、杉本彩、藤原紀香、山岸舞彩などを輩出しており、女性タレントの登竜門であったと認識されている。
東レは1960年7月から水着キャンペーンを行っており、1969年から1973年まで競泳選手の木原美知子（木原光知子）を「東レ専属水着アドバイザー」として、また1974年から1980年までは毎年、海外水着ブランド「カタリナ」のシンボルとして外国人モデルを起用した。
1981年、東レ水着キャンペーンガールとして制度を開始した。当初はカタリナの流れを継いで外国人モデルが起用されていたが、後にハーフが主流となり、1990年代以降は日本人がほとんどを占めている。なお、資料によっては1980年のジェイド・リンテンを初代としている場合もある。
1980年代末から1900年代前半までは、東レの水着素材ブランドである「トリンティ」から取って「ミス・トリンティ」の呼称を使用していた。
活動は水着キャンペーンガールとしては最も早い前年の晩秋（10月下旬頃）より開始され、ファッションショーなどのキャンペーンの他、東レ各事業所が主催する祭りや、「東レ パン・パシフィック・オープン・テニストーナメント」のプレゼンター（水着ではなく着物で登場）、男女バレーボールチーム「東レアローズ」のイベント（女子チームのユニフォーム着用）などの活動を展開している。
1960年代から2000年頃までは、他の繊維メーカーのキャンペーンガール（旭化成、東洋紡、ユニチカ、テイジン、カネボウ等）と共同で水着ファッションショーイベントを行っていたが、長引く不況などの社会情勢の変化により、水着キャンペーンガール事業から撤退する企業が相次いだ（ユニチカは水着キャンペーンモデルと旧・マスコットガールとを統合した上で、水着（着用）を伴わない現・マスコットガールに転換）。2008年頃より、東レは水着・婦人服販売メーカーの三愛及び（東レ子会社も加盟する）業界団体の日本スイムスーツ協会と共同で水着ファッションショーイベントを行うことが多くなっている。
2015年度から、東レの顔としての活動の幅を拡げる目的として、東レキャンペーンガールに改称された。
2024年11月6日、東レはキャンペーンガールの起用を年内で終了すると発表した。

## 東レ水着キャンペーンガール
年齢・身体サイズはいずれも発表時のもの。

### 1980年代
1981年
名前: クリス・ソロムコ
出身: 東京都
生年月日: 1964年9月19日（16歳）
サイズ: 身長168cm、スリーサイズB84W60H86
1982年
名前: ドリーン・ボイド
出身: ハワイ
生年月日: 1961年10月10日（20歳）
サイズ: 身長170cm、スリーサイズB89W60H85
1983年
名前: キミー・サントス
出身: グァム
生年月日: 1961年8月21日（21歳）
サイズ: 身長170cm、スリーサイズB89W60H88
1984年
名前: シャラ・ブルー
出身: アメリカ合衆国
生年月日: 1969年9月14日（14歳）
サイズ: 身長166cm、スリーサイズB83W61H86
1985年
名前: 松宮由季
出身: 京都府京都市
生年月日: 1965年11月28日（19歳）
サイズ: 身長168cm、スリーサイズB85W61H86
1986年
名前: 山口智子
出身: 栃木県
生年月日: 1964年10月20日（21歳）
サイズ: 身長168cm、スリーサイズB83W59H88
1987年
名前: 杉本彩
出身: 京都府
生年月日: 1968年7月19日（19歳）
サイズ: 身長168cm、スリーサイズB84W58H86
1988年
名前: 菅原マリア
出身: アメリカ合衆国
生年月日: 1969年11月12日（18歳）
サイズ: 身長167cm、スリーサイズB88W62H88
1989年
名前: 宮沢千絵
出身: 東京都両国
生年月日: 1967年5月23日（21歳）
サイズ: 身長171cm、スリーサイズB94W65H95

### 1990年代
1990年
名前: 成田路実
出身: 東京都
生年月日: 1970年10月20日（19歳）
サイズ: 身長165cm、スリーサイズB83W59H85
1991年
名前: 竜丘麻衣
出身: 東京都
生年月日: 1970年1月9日（21歳）
サイズ: 身長167cm、スリーサイズB86W58H85
1992年
名前: 杜川真季
出身: 埼玉県
生年月日: 1972年12月25日（19歳）
サイズ: 身長170cm、スリーサイズB83W58H86
1993年
名前: 藤原紀香
出身: 兵庫県
生年月日: 1971年6月28日（21歳）
サイズ: 身長170cm、スリーサイズB85W59H85
1994年
名前: 堀恵子
出身: 大阪府
生年月日: 1971年9月12日（22歳）
サイズ: 身長cm、スリーサイズBWH
1995年
名前: ビビアーニ大野
出身: ブラジル
生年月日: 1974年8月7日（20歳）
サイズ: 身長170cm、スリーサイズB82W61H85
1996年
名前: 谷あい
出身: 宮城県
生年月日: 1976年3月9日（20歳）
サイズ: 身長168cm、スリーサイズB83W58H85
1997年
名前: 中村みづほ
出身: 埼玉県
生年月日: 1977年11月11日（19歳）
サイズ: 身長168cm、スリーサイズB85W58H86
1998年
名前: 鷲見麻有
出身: 千葉県
生年月日: 1979年12月20日（18歳）
サイズ: 身長172cm、スリーサイズB84W60H89
1999年
名前: 菊川怜
出身: 埼玉県
生年月日: 1978年2月28日（21歳）
サイズ: 身長166cm、スリーサイズB80W58H83

### 2000年代
2000年
名前: 佐伯英恵
出身: 愛知県
生年月日: 1979年8月30日（20歳）
サイズ: 身長171cm、スリーサイズB80W60H84
2001年
名前: 鈴木ゆかり
出身: 愛知県
生年月日: 1981年8月29日（19歳）
サイズ: 身長170cm、スリーサイズB84W58H88
2002年
名前: さくら（本名・小林さくら）
出身: 北海道
生年月日: 1982年12月13日（19歳）
サイズ: 身長172cm、スリーサイズB82W60H89
2003年
名前: 藤井彩香
出身: 大阪府
生年月日: 1983年5月22日（19歳）
サイズ: 身長173cm、スリーサイズB84W58.5H89 股下83センチ
2004年
名前: 本田真歩
出身: 茨城県
生年月日: 1984年7月14日（19歳）
サイズ: 身長174cm、スリーサイズB85W59H89
2005年
名前: 尾形沙耶香
出身: 東京都
生年月日: 1985年7月6日（19歳）
サイズ: 身長165cm、スリーサイズB83W59H85
2006年
名前: 山岸舞彩
出身: 東京都
生年月日: 1987年2月9日（18歳）
サイズ: 身長168cm、スリーサイズB84W57H84
2007年
名前: 澤山璃奈
出身: 神奈川県
生年月日: 1988年10月13日（18歳）
サイズ: 身長164cm、スリーサイズB88W60H86
2008年
名前: 中別府葵
出身: 熊本県
生年月日: 1990年9月13日（17歳）
サイズ: 身長173cm、スリーサイズB80W61H80 股下81センチ 8.5頭身
2009年
名前: 源崎トモエ
出身: 東京都
生年月日: 1990年11月19日（18歳）
サイズ: 身長175cm、スリーサイズB83W60H86 股下87センチ

### 2010年代
2010年
名前: 鈴木ちなみ
出身: 岐阜県
生年月日: 1989年9月26日（20歳）
サイズ: 身長167cm、スリーサイズB80W59H86
2011年
名前: 西田有沙
出身: 岐阜県
生年月日: 1993年1月8日（17歳）
サイズ: 身長170cm、スリーサイズB80W59H84
2012年
名前： 北山詩織
出身： 茨城県
生年月日: 1995年6月5日（16歳）
サイズ: 身長168cm、スリーサイズB80W58H76
2013年
名前： 岩﨑名美
出身： 東京都
生年月日: 1996年10月25日（16歳）
サイズ: 身長168cm、スリーサイズB83W58H85 股下85センチ
2014年
※なし
2013年10月に森友里恵が決まったものの、森の所属する事務所に関して移籍の是非を巡る問題が発生し、活動が困難になったため、起用中止となった。

## 東レキャンペーンガール
2015年
名前: 宮沢セイラ
出身: 千葉県
生年月日: 1993年10月29日（21歳）
サイズ: 身長168cm、スリーサイズB85W60H87
2016年
名前: 海老沼さくら
出身: 神奈川県
生年月日: 1998年11月18日（16歳）
サイズ: 身長169cm、スリーサイズB82W60H87
2017年
名前: 朝香りほ
出身: 滋賀県
生年月日: 1992年10月5日（24歳）
サイズ: 身長164cm、スリーサイズB80W58H85
2018年
名前: 夢乃
出身: 東京都
生年月日: 2000年1月28日（17歳）
サイズ: 身長173cm、スリーサイズB88W61H90
2019年
名前: 松田紗和
出身: 東京都
生年月日: 1997年12月1日（20歳）
サイズ: 身長168cm、スリーサイズB82W58H87
2020年
名前: アイリス・ウー
出身: マレーシア
生年月日: 1993年1月12日（26歳）
サイズ: 身長168cm、スリーサイズB80W63H84
2021年
名前: アイリス・ウー
新型コロナウイルス（COVID-19）の影響で翌年に向けた選考活動が困難になったために史上初の2年連続起用となった。
2022年-
名前: 間瀬遥花
出身: 愛知県
生年月日: 1997年9月29日（24歳）
サイズ: 身長169cm